# Dentectus barbarmatus
Dentectus barbarmatus är en fiskart som beskrevs av Martín Salazar, Isbrücker och Han Nijssen 1982. Dentectus barbarmatus ingår i släktet Dentectus och familjen Loricariidae. Inga underarter finns listade i Catalogue of Life.